# Ran – Káosz
A Ran – Káosz Kuroszava Akira 1985-ben bemutatott 160 perces, nagyszabású, színes filmeposza William Shakespeare Lear király című drámája és a legendás Mōri Motonari 16. századi japán földesúr történetének felhasználásával. A film számos, elsősorban európai elismerést kapott az idők folyamán, elismertsége egyre nőtt, és így a 21. század elején műfajában már minden idők egyik legnagyobb filmjének tartják. Kuroszava életművének lezáró korszakában is kiemelkedő szerepet játszik. A film tervezése az 1970-es évek közepén indult, de közel 10 évig érlelődött elsősorban az anyagi feltételek biztosítása miatt. A film zenéjét Gustav Mahler inspirációja nyomán Takemicu Tóru írta.

## Cselekmény
|  | Alább a cselekmény részletei következnek! |

Az idős Hidetora Táró, Dzsíró és kitagadott legkisebb fia, Szaburó között osztja fel birodalmát. Az idősebb fiúk szembefordulnak apjukkal, Dzsíró végez bátyjával, apja ellen merényletet tervez, és öccsével is szembefordul, aki a revansra vágyó Fudzsimaki vejeként annak vendégszeretetét élvezi. Szaburó nem tudja elkerülni a középső bátyjával szembeni összecsapást, mely az egész egykor hatalmas dinasztia és számos ártatlan ember halálát okozza. Két túlélő marad, egyrészt Hidetora fiatal bolondja, a jószívű Kjóami, valamint a gyermekkorában Hidetora által megvakított Curumaru.
A filmben végigvonuló, emberek közötti káosz, erőszak kontrasztja a könyörületes Buddha, a cselekmény végének beállítása egy nagyon-nagyon halvány, noha örökérvényű reményt ad arra, hogy az emberiség végül talán elkerülheti sötét végzetét.
|  | Itt a vége a cselekmény részletezésének! |

## Főszereplő
A film sztárja, az 1930-ban született Nakadai Tacuja bravúrral alakítja a 70 éves Hidetora szerepét. A film tervezésének kezdetén ez a szerep is az 1920-as születésű Mifune Tosiró jutalomjátéka lett volna, de mivel a film a Rőtszakállú során kialakult művészi szakításuk idején készült, Nakadai vette át a főszerepet. A színészi játék nagyban épül a nó színház hagyományaira.

## Fogadtatás
A film megismerését lassította, hogy nyáron mutatták be, ennek ellenére mind Japánban, mind a világ többi részén általában elismerést aratott, és ezt azóta is megőrizte. 2022-ben digitálisan felújított változata volt látható, a film.hu ekkor ezt írta róla: „Kuroszava félig vakon is letaglózó erejű mesterművet hozott létre”.

## Díjak
A Ran bemutatásának kedvezőtlen időpontja miatt lekéste a cannes-i bemutatkozást, a japánok pedig nem jelölték a legjobb idegen nyelvű film Oscar-díjára sem. Utóbbin a lenyűgöző jelmezvilágért Emi Wada vehette át a szobrocskát.
A Japán Filmakadémia a legjobb művészeti rendezés és a legjobb filmzene díjjal jutalmazta.
Az ezt követő évben az angolszász világ kritikusi díjait zsebelte be, melyek közül a legelőkelőbbek:
- BAFTA Legjobb idegen nyelvű film
- Legjobb rendező és legjobb idegen nyelvű film – Nemzeti Filmkritikai Tanács – New York
- Legjobb operatőr – Nemzeti Filmkritikai Társaság (NSFC, USA)
- Legjobb idegen nyelvű film – New York-i Filmkritikusok Köre
- Legjobb zene, legjobb külföldi film – Los Angeles-i Filmkritikusok Egyesülete
- Legjobb film és legjobb fényképezés – Bostoni Filmkritikusok Társasága
- Legjobb külföldi rendező – David di Donatello-díj
- Az év rendezője és az év idegen nyelvű filmje – Londoni Kritikusok Köre

2002-ben a Brit Filmintézet szavazásán a rendezők minden idők 42. legjobb filmjének választották.
2018-ban a BBC a 100 addigi legjobb nem angol nyelvű filmje közé is beválasztotta.

## Fordítás
Ez a szócikk részben vagy egészben  a   Ran (film) című angol Wikipédia-szócikk fordításán alapul.  Az eredeti cikk szerkesztőit annak laptörténete sorolja fel. Ez a jelzés csupán a megfogalmazás eredetét és a szerzői jogokat jelzi, nem szolgál a cikkben szereplő információk forrásmegjelöléseként.